# アデナスプリングズ
アデナスプリングズ (Adena Springs) は、カナダオンタリオ州オーロラにある競走馬の生産及び種牡馬の繋養を行う牧場。アデナスプリングスと表記される場合もある。

## 概説
1989年にマグナ・インターナショナルの創設者フランク・ストロナックによって設立される。2000年代にはアメリカの競馬界で強い存在感を示したものの2022年にフランクはアデナスプリングズのほとんどを売却している。

## 主な生産馬
- Ghostzapper / ゴーストザッパー（2003年ヴォスバーグステークス、2004年ウッドワードステークス、ブリーダーズカップ・クラシック、2005年メトロポリタンハンデキャップ）
- Ginger Punch / ジンジャーパンチ（2007年ブリーダーズカップ・ディスタフなど）
- Bay to Bay / ベイトゥベイ（2012年ジェニーワイリーステークス2着など）

## アデナスプリングズノース
2010年に設立。前述の通り、カナダオンタリオ州オーロラに所在する。

### 主な繋養馬
2025年
- American Guru
- Shaman Ghost
- Silent Name / サイレントネーム（2010年、2013年 - ）
- Point of Entry
- Signature Red
- Mucho Macho Man(2024年 - )
- Weyburn (2025年 - )

### 過去の繋養馬
- Alphabet Soup / アルファベットスープ（2010年、移動）
- Plan / プラン（2012年 - ）
- Showing Up（2011年 - ）
- Olmodavor / オルモダヴォル
- Musketier
- Mast Track（2011年 - ）
- Giant Gizmo（2010年 - ）
- Milwaukee Brew / ミルウォーキーブルー
- Singing Saint（2011年 - ）
- Sligo Bay / スライゴーベイ
- Wilko / ウィルコ
- North Light / ノースライト
- Rookie Sensation(2015年 - )
- Silver Max(2016年 - )

## アデナスプリングズケンタッキー
アメリカ合衆国ケンタッキー州パリスに所在していた。
2020年をもってケンタッキーで繋養されていた種牡馬のほとんどはアデナスプリングズノースへ移動した。

### 過去の繋養馬
- Ghostzapper / ゴーストザッパー（2006年 - 2020年、ヒルンデイルファームへ移動）
- Mucho Macho Man/ムーチョマッチョマン(2015年 - 2020年、ヒルンデイルファームへ移動)
- Macho Uno / マッチョウノ（2007年 - ）
- Congaree / コンガリー（2005年 - 2009年）
- Milwaukee Brew / ミルウォーキーブルー（2004年 - 2005年、フロリダ州へ移動）
- Sligo Bay / スライゴーベイ（2005年、フロリダ州へ移動）
- Wild Rush / ワイルドラッシュ（1999年 - 2004年、輸出）
- El Prado / エルプラド（1998年 - 2009年）
- North Light / ノースライト（2006年 - 、移動）
- Red Bullet / レッドバレット（2003年 - ）
- Noble Court（2012年 - ）
- Olmodavor / オルモダヴォル（2011年 - ）
- Harlem Rocker
- Silent Name / サイレントネーム
- Giacomo / ジャコモ（2007年 - ）
- Einstein / アインシュタイン（2010年 -）
- Fort Larned
- Tiago / ティアゴ
- Alphabet Soup / アルファベットスープ
- Touch Gold / タッチゴールド
- Plan / プラン
- Showing Up
- Hunters Bay
- Awesome Again / オーサムアゲイン（1999年 - ）

## アデナスプリングズサウス
アメリカ合衆国フロリダ州ウィリストンに所在していた。

### 過去の繋養馬
- Birdonthewire
- Lite the Fuse
- Lucky Lionel
- Macho Uno
- Running Stag
- Indy King
- Alphabet Soup
- Milwaukee Brew
- Olmodavor
- Red Bullet
- Wilko
- Sligo Bay
- Greatness
- Aristocrat
- Capo Bastone(2015年 - )
- City Wolf(2014年 - )
- Fort Larned(2015年 - )
- Hunters Bay(2014年 - )